# Вадовиці-Дольне
Вадовиці-Дольне (пол. Wadowice Dolne) — село в Польщі, у гміні Вадовиці-Ґурні Мелецького повіту Підкарпатського воєводства.
Населення — 777 осіб (2011).
У 1975-1998 роках село належало до Тарновського воєводства.

## Демографія
Демографічна структура станом на 31 березня 2011 року:
|          | Загалом | Допрацездатний вік | Працездатний вік | Постпрацездатний вік |
| -------- | ------- | ------------------ | ---------------- | -------------------- |
| Чоловіки | 393     | 93                 | 254              | 46                   |
| Жінки    | 384     | 71                 | 234              | 79                   |
| Разом    | 777     | 164                | 488              | 125                  |